# كيث أوكوان
كيث أوكوان (بالإنجليزية: Keith Aucoin)‏ هو لاعب هوكي الجليد أمريكي، ولد في 6 نوفمبر 1978 في والثام في الولايات المتحدة.

## وصلات خارجية
- كيث أوكوان على موقع دوري الهوكي الوطني (الإنجليزية)
- كيث أوكوان على موقع قاعة مشاهير الهوكي (لاعب أن.إتش.أل) (الإنجليزية)
- كيث أوكوان على موقع EliteProspects.com (الإنجليزية)
- كيث أوكوان على موقع HockeyDB.com (الإنجليزية)
- كيث أوكوان على موقع Hockey-Reference.com (الإنجليزية)